# T.TV
T.TV (ursprünglich Tango TV) war ein luxemburgischer Fernsehsender, der über Kabel und Satellit verbreitet wurde. Er sendete vom 2. Februar 2002 bis zum 17. März 2007 und gehörte zu 100 % der Mobilfunkgesellschaft Tango, einer Tochtergesellschaft von Tele2. Seine Reichweite betrug knapp 80 % der luxemburgischen Haushalte.

## Geschichte

Logo von Tango TV

Der eigentliche Beginn der Sendungen auf Tango TV war am 2. Februar 2002, nachdem am 1. Oktober 2001 ein rund zwanzigköpfiges Team mit dem Aufbau des Senders begonnen hatte. Anfangs war geplant, mit Tango TV einen der ersten UMTS-Sender zu lancieren. Als Werbemittel sendete man einige Monate lang analog über den Satelliten Astra 1E. Aufmerksamkeit erlangte man, indem man die Fernsehserie Die Simpsons im Originalton ausstrahlte.
Erster Programmdirektor beim Start 2002 war Steve Blame, der seine Karriere beim europäischen Ableger von MTV als Nachrichtensprecher begonnen hatte. Steve Blame verließ aber kurz nach Sendebeginn Tango TV. Er wurde durch Edy Geiben ersetzt, der durch den illegalen Verkauf von Videoclips an einen Münchner Lokalsender seinen Hut nehmen musste. Zu diesem Zeitpunkt war Tango TV ein reiner Musiksender. Zwischenzeitlich gab es Probleme mit dem Start als UMTS-Sender. Zum einen verzögerte sich der Start der neuartigen Technologie, zum anderen gab es Probleme bei der Lizenzierung der Mobilfunkmasten sowie bei den Endgeräten, die noch nicht in hoher Anzahl verfügbar waren.
Mit dem Relaunch im November 2004 als T.TV begann man verstärkt auf Informationsformate zu setzen. Ein Großteil der Sendungen wurde auf Luxemburgisch, Französisch und Deutsch ausgestrahlt, es fanden aber auch Übertragungen in Englisch und Portugiesisch statt. Dabei wurden Programmfenster der jeweiligen Versionen der Informationsprogramme Bloomberg TV und EuroNews eingerichtet. Auch die Zeichentrickserie Die Simpsons wurde wieder ins Programmschema aufgenommen.
Zuletzt bestand das Programm größtenteils aus Programmübernahmen von Antenne West, Saar TV und Fashion TV sowie einigen selbstproduzierten Informationssendungen. Eigenen Aussagen zufolge wollte man mit diesem Programm die kulturinteressierten Zuschauer unter 40 Jahren erreichen. Die Einschaltquoten lagen mit 15 % Marktanteil jedoch weit hinter denen vom Marktführer RTL Télé Lëtzebuerg. Am 17. März 2007 wurde um Mitternacht der Sendebetrieb eingestellt.

## Moderatoren
- Andy Brücker, Auto-Sport
- Claude Lamberty, Tennis Open, Sport Plus
- Misch Torres, Tennis Open, Sport Plus
- Xavier Bettel, Sonndes em 8
- Alain „Elvis“ Weidert, Fit mam Elvis
- Andy Jetzen, L'envers de l'image, émission de Court métrage

## Sendeformate
- Den Telejournal, Nachrichtensendung
- Regio aktuell, Regionalnachrichten
- Sport Plus, Sportsendung
- Auto-Sport, Motorsportsendung
- Tennis Open, Tennissendung
- Golf Trophy, Golfsendung
- Sonndes em 8, Talkshow